# 西田たかのり
西田 たかのり（にしだ たかのり、1967年9月4日 -　）は福岡県を中心に活動しているローカルタレント。本名・西田剛典（にしだ・たかのり）。
福岡県北九州市八幡区（現・八幡東区）出身。福岡市在住。

## 人物
- 八幡大学附属高等学校（現・九州国際大学付属高等学校）卒業。
- 通称ニシやん。
- KBCテレビのADを務めた後、FM福岡でのアルバイトからCROSS FMの深夜番組のレポーターに転じて放送界入り[1]。CROSS FMのレポーター時代に『鬼ちゃん・西やんの日曜ちゃちゃちゃ』『Weekend Live あんたっちゃぶる』で共演する鬼橋美智子と出会っている[1]。
- KBCテレビ『モーニングモーニング』の企画「小学校クラス対抗PK対決」のゴールキーパー「キーパー西田」としてデビュー。以降、『朝はポレポレ』を経て現在放送中である『アサデス。KBC』に至るまでこの時間の番組のレギュラーを長年務めていて、今や福岡の朝には欠かせない存在になっている。
- 実家の近くにスペースワールドがあった。
- 「私の本名（西田剛典）はEXILE・岩田剛典に酷似している」と述べている。

長谷川るみと宇治原史規に次ぐ福岡の雑学王と呼ばれている。
風間俊介に次ぐ福岡のMr.チェーン店男と呼ばれている。

## 出演

### テレビ
- アサデス。KBC（KBCテレビ、月曜～金曜6:00 - 8:00）

福岡ソフトバンクホークス応援隊長を務め、7時代のスポーツコーナー『スポーツ☆キラリ』と6時代のミニスポーツコーナー『スポ☆キラ』を主に担当している。まれにスポーツ以外のコーナーでロケをすることもある。
- 土曜もアサデス。（KBCテレビ、土曜9:30 - 11:25 2018年3月放送終了）

### ラジオ
- 9ヂカラ（KBCラジオ、木曜9:00 - 12:00、こだま育則と共演）
- エンタメバラエティ THE☆ヒット情報（RKBラジオ、月、火曜13:00 - 16:30）
- イケイケ! ラジオシティ! - （RKBラジオ、土曜18:00 - 21:00、しらいえこと共演）
- 土曜のらじお
- オトナビゲーション（RKBラジオ 月曜 - 金曜 13:00-16:00、水曜・木曜担当）
- 鬼ちゃん・西やんの日曜ちゃちゃちゃ（RKBラジオ）
- Weekend Live あんたっちゃぶる（RKBラジオ　金曜 10:00 - 17:25、2021年10月 - ）
- アサデス。ラジオ（KBCラジオ　「西田たかのりスポーツキラリ」 水曜バディー 2022年10月 - ）

### 映画
- ディズニー映画「チキン・リトル」でヒョウのパパの声優を務めた。

### 新聞
- 朝日新聞で「熱男 ホークス応援日記」を不定期で連載予定（2016年4月〜）